# Gennadas
Gennadas is een geslacht van kreeftachtigen uit de klasse van de Malacostraca (hogere kreeftachtigen).

## Soorten
- Gennadas barbari Vereshchaka, 1990
- Gennadas bouvieri Kemp, 1909
- Gennadas brevirostris Bouvier, 1905
- Gennadas capensis Calman, 1925
- Gennadas crassus Tirmizi, 1960
- Gennadas elegans (Smith, 1882)
- Gennadas gilchristi Calman, 1925
- Gennadas incertus (Balss, 1927)
- Gennadas kempi Stebbing, 1914
- Gennadas parvus Spence Bate, 1881
- Gennadas propinquus Rathbun, 1906
- Gennadas scutatus Bouvier, 1906
- Gennadas sordidus Kemp, 1910
- Gennadas talismani Bouvier, 1906
- Gennadas tinayrei Bouvier, 1906
- Gennadas valens (Smith, 1884)